# Bill Bradley
William Warren Bradley (ur. 28 lipca 1943 w Crystal City) – amerykański koszykarz, występujący na pozycjach rzucającego obrońcy lub niskiego skrzydłowego, reprezentant kraju, mistrz olimpijski (1964) oraz NBA (1970, 1973), po zakończeniu kariery sportowej – przedsiębiorca i polityk.
Początkowo edukację zdobywał w miejscowych szkołach publicznych. W 1965 ukończył studia na Uniwersytecie Princeton. Następnie otrzymał stypendium na Uniwersytecie Oksfordzkim, gdzie również studiował uzyskując dyplom w 1968.
Podczas studiów uprawiał koszykówkę. Trzykrotnie był wybierany do drużyny najlepszych zawodników uniwersyteckich, a w 1965 został wybrany uniwersyteckim zawodnikiem roku. Pomógł doprowadzić zespół Uniwersytetu Princeton do półfinału rozgrywek uniwersyteckich. Poza drużyną uniwersytecką wystąpił na Letnich Igrzyskach Olimpijskich w Tokio w 1964, gdzie wraz z reprezentacją Stanów Zjednoczonych zdobył złoty medal.
W sezonie 1967/68 rozpoczął karierę zawodową w lidze NBA, wybrany z 2. numerem w drafcie 1965 przez New York Knicks. W debiutanckim sezonie 1967/1968 zajął drugie miejsce w głosowaniu na debiutanta roku.
W swojej dziesięcioletniej karierze w tej lidze ośmiokrotnie zakwalifikował się do fazy play-off. W sezonie 1969/70 pomógł drużynie New York Knicks zdobyć pierwszy tytuł mistrzowski. Osiągnięcie to powtórzył w sezonie 1972/73 będąc również wybrany w tym sezonie do meczu gwiazd. Podczas gry w lidze NBA określany był przydomkiem Dollar Bill. W 1983 za swoje osiągnięcia na parkiecie został wybrany do koszykarskiej galerii sław.
Po zakończeniu kariery koszykarskiej w 1977 Bill Bradley poświęcił się polityce. W latach 1979–1997 z ramienia Partii Demokratycznej przez dziewięć kadencji Kongresu Stanów Zjednoczonych reprezentował stan New Jersey w Senacie Stanów Zjednoczonych. W wyborach prezydenckich w 2000 starał się o nominację Partii Demokratycznej, jednak ostatecznie przegrał tę rywalizację z Alem Gorem.
Po tej porażce ostatecznie wycofał się z polityki i zajął się działalnością gospodarczą.

## Odznaczenia
- Presidential Citizens Medal – 2025[2]

## Osiągnięcia koszykarskie
Na podstawie, o ile nie zaznaczono inaczej.
NCAA
- Uczestnik:
  - NCAA Final Four (1965)
  - rozgrywek Sweet Sixteen (1964, 1965)
  - turnieju NCAA (1963–1965)
- Mistrz sezonu zasadniczego Ivy League (1963–1965)
- Koszykarz Roku NCAA:
  - według:
    - Sporting News (1964, 1965)[5]
    - według United Press International (1965)[6]
    - Associated Press (1965)[7]
    - Helms Foundation (1965)[8]
    - United States Basketball Writers Association (1965)[9]
- NCAA Final Four Most Outstanding Player (1965)[10]
- Laureat James E. Sullivan Award (1965)
- Zaliczony do I składu:
  - All-American (1964, 1965)
  - NCAA Final Four (1965)[11]
- Lider strzelców turnieju NCAA (1965)

Inne
- Zdobywca Puchar Europy Mistrzów Krajowych (1966)
- Mistrz Włoch (1966)

- Wybrany do:
  - Koszykarskiej Galerii Sław (Naismith Memorial Basketball Hall Of Fame – 1983)
  - Akademickiej Galerii Sław Koszykówki (2006)[12]

NBA
- 2-krotny mistrz NBA (1970, 1973)
- Wicemistrz NBA (1972)
- Uczestnik meczu gwiazd NBA (1973)
- Klub New York Knicks zastrzegł należący do niego w numer 24

Reprezentacja
- Mistrz:
  - olimpijski (1964)[13]
  - uniwersjady (1965)